# Лісківці
Ліскі́вці — село в Україні, у Кам'янець-Подільському районі Хмельницької області. Входить до складу Кам'янець-Подільської міської територіальної громади.

## Назва
Історично фіксується назва «Лясківців», за однією з гіпотез походить від пана Лясковського. За іншою версією село знаходилось у лісі, тому і назва Лісківці.

## Географія
Подільське село Лісківці розташоване в південно-західній частині України, за 18.5 кілометрів автодорогами від Кам’янця-Подільського вздовж річки Жванчик.

### Клімат
Лісківці знаходяться в межах вологого континентального клімату із теплим літом. Але діяльність людини досить часто призводить до екоциду, поганих змін та глобального потепління. Рівень наповнення річок водою по області становить лише 20 % від необхідного стандарту, значна частина земної поверхні стає посушливою. Для покращення ситуації варто було б проводити ревайлдинг, відновлювати екосистеми та лісові насадження.

## Історія
У 1494 році Лісківці, які належали замку в Смотричу, були настільки спустошені татарами, що в селі залишилося лише два жителі. 
У 1530 році на село нападають вже волохи (предки молдаван). Станом на 1542 рік у селі нараховувалося чотири плуги. 1565 році: Лісківці вже королівщина, яку польські монархи здали в оренду Міляновському.
Відомо, що церква у Лісківцях була вже у XVI столітті.
У XVIII ст. поселення переходить до Гумецьких, у яких його купив полковник Август Тшецеський (пол. August Trzecieski). 
У 1810 році Лісківці стають власністю Катерини Островської. Відомо, що у 1820 році вона володіла тут 288 кріпаками-чоловіками («душами»). Новий власник у 1840 р. — Хорбковський. Цей вже надовго: у 1895 році селом володіла його, певно, дочка Клементина Хорбковська. У власності її і дітей було 507 десятин (з них лісу — 132 десятини, та ще 11 десятин «неудобной» землі — в ярах. напевно). Ще 156 десятин належали Петрівській, а 339 десятин було у місцевого священика А. І. Шманкевича. В той самий час сама лісковецька церква теж мала свій наділ — 35 десятин. Селянам залишилося 632 десятини.
Внаслідок поразки визвольних змагань на початку XX століття, село надовго окуповане російсько-більшовицькими загарбниками.
Радянська окупація принесла колективізацію та розкуркулення, мешканці села зазнали репресій. Багатьох частинах Поділля відбувались масові селянські повстання, проти радянської влади.
В 1932–1933 селяни села пережили сталінський геноцид.
Після завершення Другої світової війни у 1946—1947 роках село вчергове пережило голодомор.
З 1991 року в складі незалежної України.
В середині 2000 років до села проклав асфальт бізнесмен Адам Яхієв, з Лісковець була його дружина.
У 2020 році шляхом об'єднання сільських територіальних громад, село увійшло до складу Кам'янець-Подільської міської територіальної громади. Об'єднання в громаду має створити умови для формування ефективної і відповідальної місцевої влади, яка зможе забезпечити комфортне та безпечне середовище для проживання людей.

## Населення
Населення становить 463 осіб.

### Мова
У селі поширені західноподільська говірка та південноподільська говірка, що відносяться до подільського говору, який належить до південно-західного наріччя.

## Відомі люди

### Народились
- Фараонов Павло Артемович (1933–1993) — висококваліфікований спеціаліст культосвітньої роботи, громадський діяч, ентузіаст і організатор клубної та бібліотечної роботи, пропагандист пам'яток історії та культури Хмельниччини. Іменем Фараонова названо одну з вулиць села.

## Охорона природи
Село лежить у межах національного природного парку «Подільські Товтри».

## Архітектура

### Дмитрівська церква (ХІХ ст.)
Відомо, що церква у Лісківцях була вже у XVI ст. У першій половині XVIII ст. тут стояла святиня, теж присвячена св. Дмитру — була вона з дерева, а тому легко запалала у 1754 р. Віруючим довелося ходити на служби до тісної дзвіниці, аж поки у 1759 р. сільський декан Іван Мединський взявся зводити новий храм — теж дерев'яний. Освятили його 8 грудня 1762 р. Дерев'яна святиня простояла майже вік — терпіла неодноразові спроби звести замість неї муровану церкву. Спроби ці почалися ще у 1830-х. Тогочасний архієпископ Кирило дав грамоту-дозвіл на зведення храму 28 квітня 1837 р. Будувати взялися відразу — та закінчити роботи вдалося лише у 1858 р. (певно, весь час не вистачало грошей: казна виділила лише  3500 карбованців. Все інше збирали по парафіянах). Ось звідки ці класицистичні обертони: починали ще тоді, коли у провінційному Поділлі цей стиль був поширений.
Панський будинок з колонадою (кінець ХІХ — початок ХХ ст., центр, зараз сільська школа

## Галерея

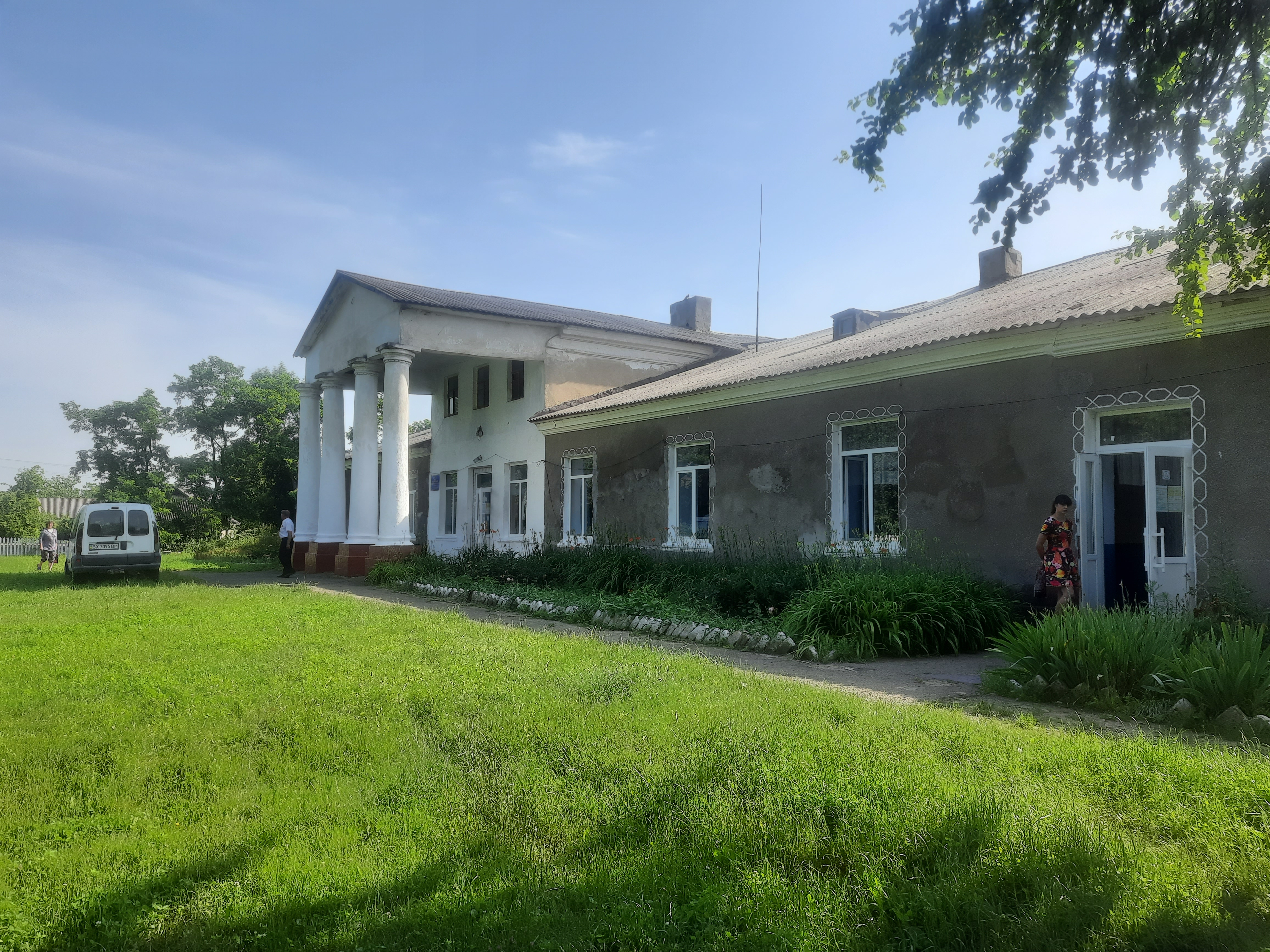
Школа (колишній панський маєток)
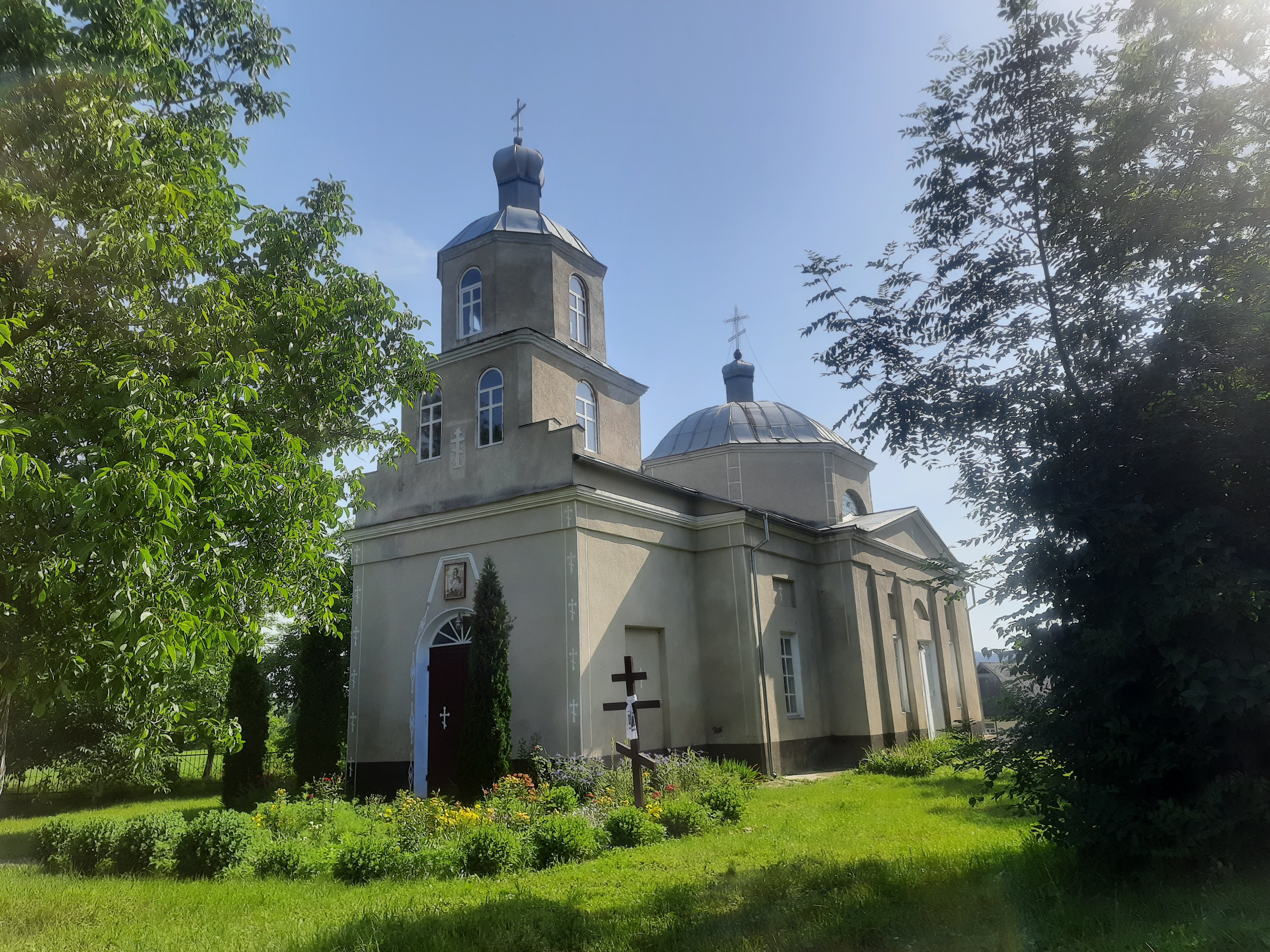
Дмитрівська церква (ХІХ ст.)
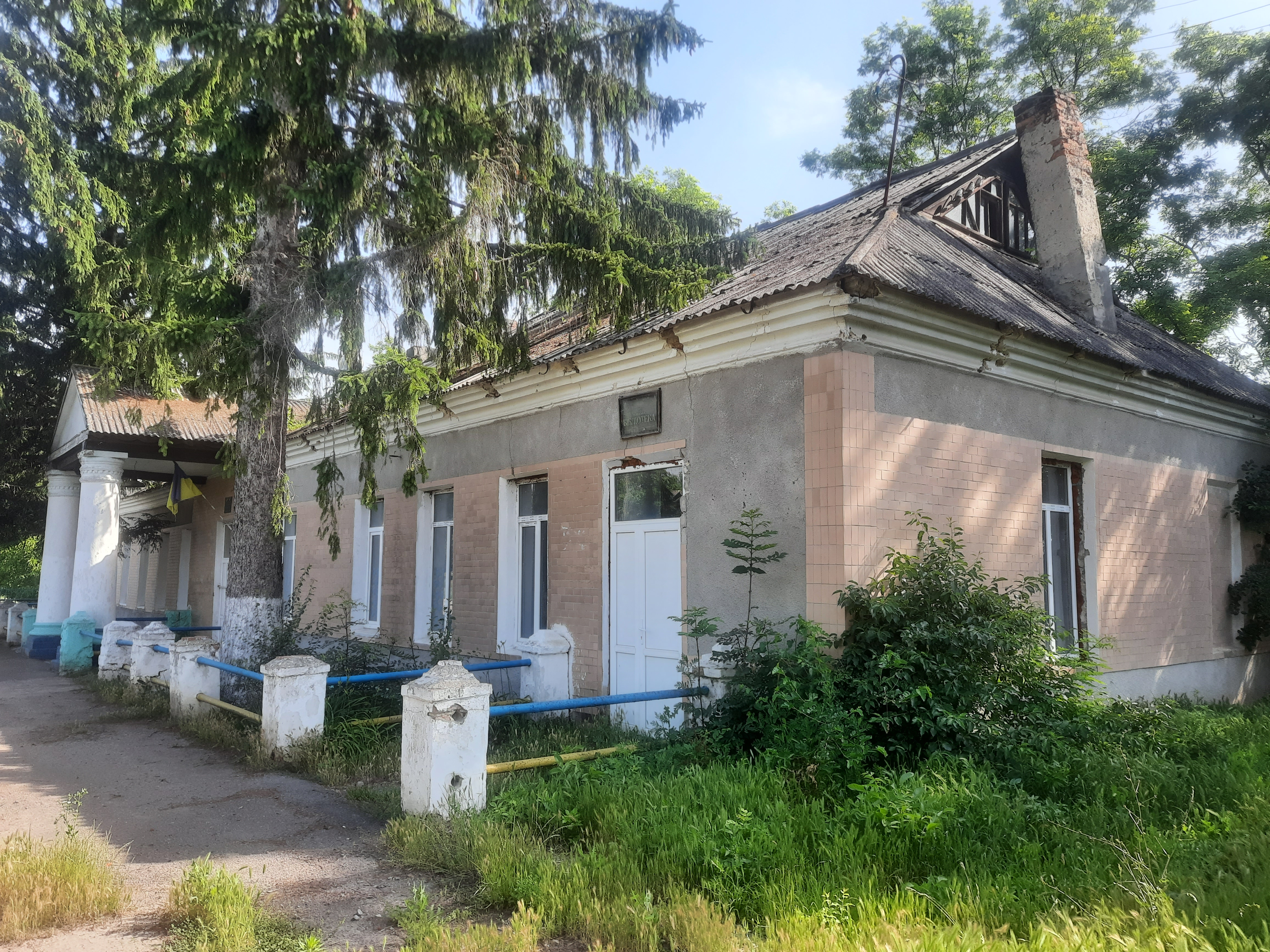
Будинок культури
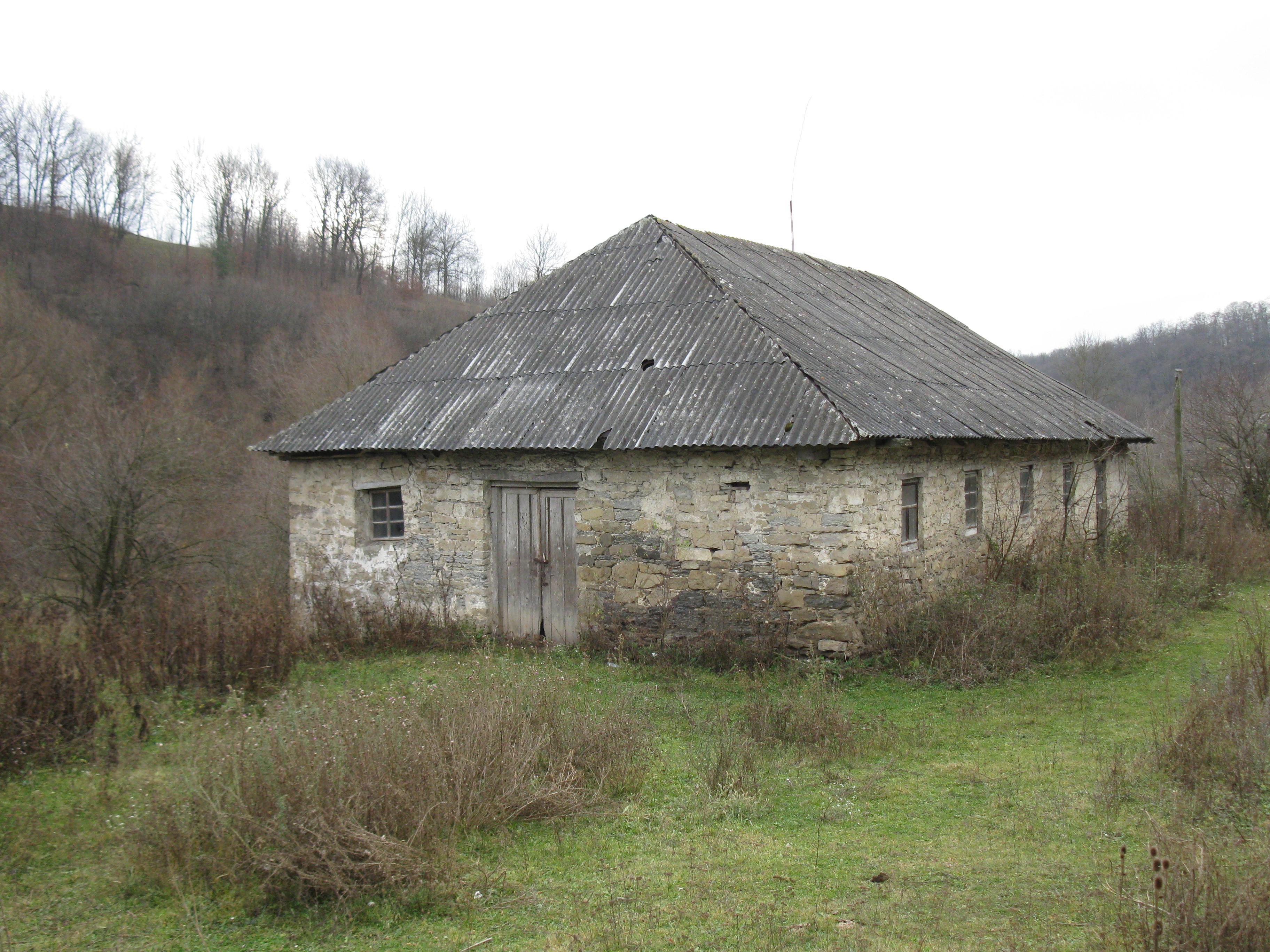
Водяний млин